# Rosalba indistincta
Rosalba indistincta là một loài bọ cánh cứng trong họ Cerambycidae.